# Castanea henryi
Castanea henryi är en bokväxtart som först beskrevs av Sidney Alfred Skan, och fick sitt nu gällande namn av Alfred Rehder och Ernest Henry Wilson. Castanea henryi ingår i släktet kastanjer, och familjen bokväxter. Inga underarter finns listade.